# ある女優の不在
『ある女優の不在』（あるじょゆうのふざい、ペルシア語: سه رخ；ラテン文字転写: Se rokh）は2018年のイランのドラマ映画。
監督・脚本はジャファル・パナヒ、出演はベーナズ・ジャファリ、ジャファル・パナヒ、マルズィエ・レザエイなど。
見知らぬ少女から自殺を予告する動画を受け取ったイランの国民的人気女優ジャファリが、その安否を気遣ってパナヒ監督とともに少女の住む村へ向かう姿をロードムービー形式でドキュメンタリーとフィクションの枠を超えて描いている。
原題の「سه رخ (Se rokh)」はペルシャ語で「3つの顔」の意味。
2018年5月に開催された第71回カンヌ国際映画祭で脚本賞を受賞した。

## ストーリー
映画監督ジャファル・パナヒのもとに小さな村に住むマルズィエという名の少女から動画が届く。その内容は、女優を目指してテヘランの芸術大学に合格したが、家族によって夢を断たれたので、国民的人気女優であるベーナズ・ジャファリに家族の説得を依頼しようと試みたものの、叶わなかったために自殺するというもので、映像は彼女が首にロープをかけたところで終わっていた。その動画をパナヒ監督から見せられたジャファリはショックを受け、撮影現場を放り出して、パナヒ監督とマルズィエが住んでいるイラン北西部のサラン村に向かう。
村に到着すると、少女が亡くなったような様子はなく、また村人はマルズィエの名前を聞くと彼女を侮辱する言葉を言い放つ。運良くマルズィエの幼い妹と出会い、彼女の家にたどり着いた2人は、マルズィエの母親から彼女が3日も家に帰っていないと聞かされる。そんなマルズィエの行動に保守的な弟は異常なまでに怒り狂っている。
そんな中、マルズィエの親友の少女がジャファリをマルズィエに引き合わせる。自殺動画が偽物だったことに激しく怒るジャファリだったが、彼女がそうでもしなければ、ジャファリがこの村まで来ることはなかったと訴えるマルズィエの必死の想いを受け止めると、マルズィエを匿っていたという往年の映画スターで村はずれで隠遁生活を送っているシャールザードの小さな家でマルズィエと3人で一夜を過ごす。イラン革命後、演じることを禁じられたシャールザードは、数年前にこの村にやって来た当初は村長をはじめとする村人たちから嫌がらせを受けたが、彼女が意に介さずに絵を描き続けたことで、そのうち嫌がらせはなくなったものの、今も村八分状態であるという。
翌朝、ジャファリはマルズィエを家に送り届け、マルズィエの両親がいる家の中に入る。一方、パナヒ監督は車の中で待っていたが、マルズィエに対して怒りを爆発させ、父親から家の外に出されていた弟が大きな石をつかんでイライラしている姿を見ると、車から出てその場を離れる。
フロントガラスにヒビが入った状態の車で帰路に着くパナヒ監督とジャファリだったが、細い山道で前方から牛を乗せたトラックがやってくるのを車を止めて待つことになると、ジャファリは車を降りて先に歩いて行く。そんなジャファリをマルズィエが追いかけていくと、2人は並んで歩を進めて行く。

## キャスト
- ベーナズ・ジャファリ（ペルシア語版）：本人 - イランの国民的人気女優。
- ジャファル・パナヒ：本人 - ベーナズの友人の映画監督。
- マルズィエ：マルズィエ・レザエイ - 女優志望の少女。

## 製作
ソーシャルメディアを通じて、映画を製作したいと願う多くの若者からのメッセージを受け取っているパナヒ監督が、映画製作を禁じられたために自殺した少女についての報道に触れたことで、ソーシャルメディアによってこの自殺のビデオが送られてきたら、自分はどのように反応するだろうかと考えたことが本作のストーリーが生まれたきっかけである。
撮影はパナヒ監督の母親、父親、祖父母が生まれた3つの村で行われ、フランスに住む監督の娘から送られてきた高感度のカメラを使っている。
主演のベーナズ・ジャファリは非常に強い性格を持つことで知られ、この企画に真剣に取り組み、ギャラの受け取りを拒否した。
物語のきっかけとなる少女役には、パナヒ監督が通りで偶然に出会い、彼女こそはこの役のために生まれてきたとその瞬間に確信したマルズィエ・レザエイを配している。
伝説的なイラン人映画スターとして描かれている女優シャールザード（本名コブラ・サイーディ）は実際にイランでは若い世代も含めて誰もが知っている存在であり、撮影にあたって名前を使用する許可を本人からもらうだけでなく、本人が本作のために自作の詩を朗読している。
往年の人気スターとして名前が登場するベヘルーズ・ヴスーギはイラン革命後に米国へ逃れたが、今もイランでは人気が高い。

## 作品の評価

### 映画批評家によるレビュー
Rotten Tomatoesによれば、批評家の一致した見解は「観察力、洞察力、そして究極的な力強さを兼ね備えた『ある女優の不在』は、脚本・監督のジャファル・パナヒのフィルモグラフィに密やかに示唆に富んだ新たな一章を加えている。」であり、98件の評論のうち高評価は98%にあたる96件で、平均点は10点満点中7.9点となっている。
Metacriticによれば、18件の評論のうち、高評価は16件、賛否混在は2件、低評価はなく、平均点は100点満点中78点となっている。
山縣みどりはシネマトゥデイに掲載した映画短評で「冒頭に登場する少女の率直な疑問と周囲の無理解から傍観者でいることの恐ろしさが伝わる。田舎の素朴な人々の政治への無関心ぶりも含め、自戒することが多い作品だった。」と記している。

### 受賞歴
第71回カンヌ国際映画祭脚本賞受賞。